# Friedrichsschule Gumbinnen

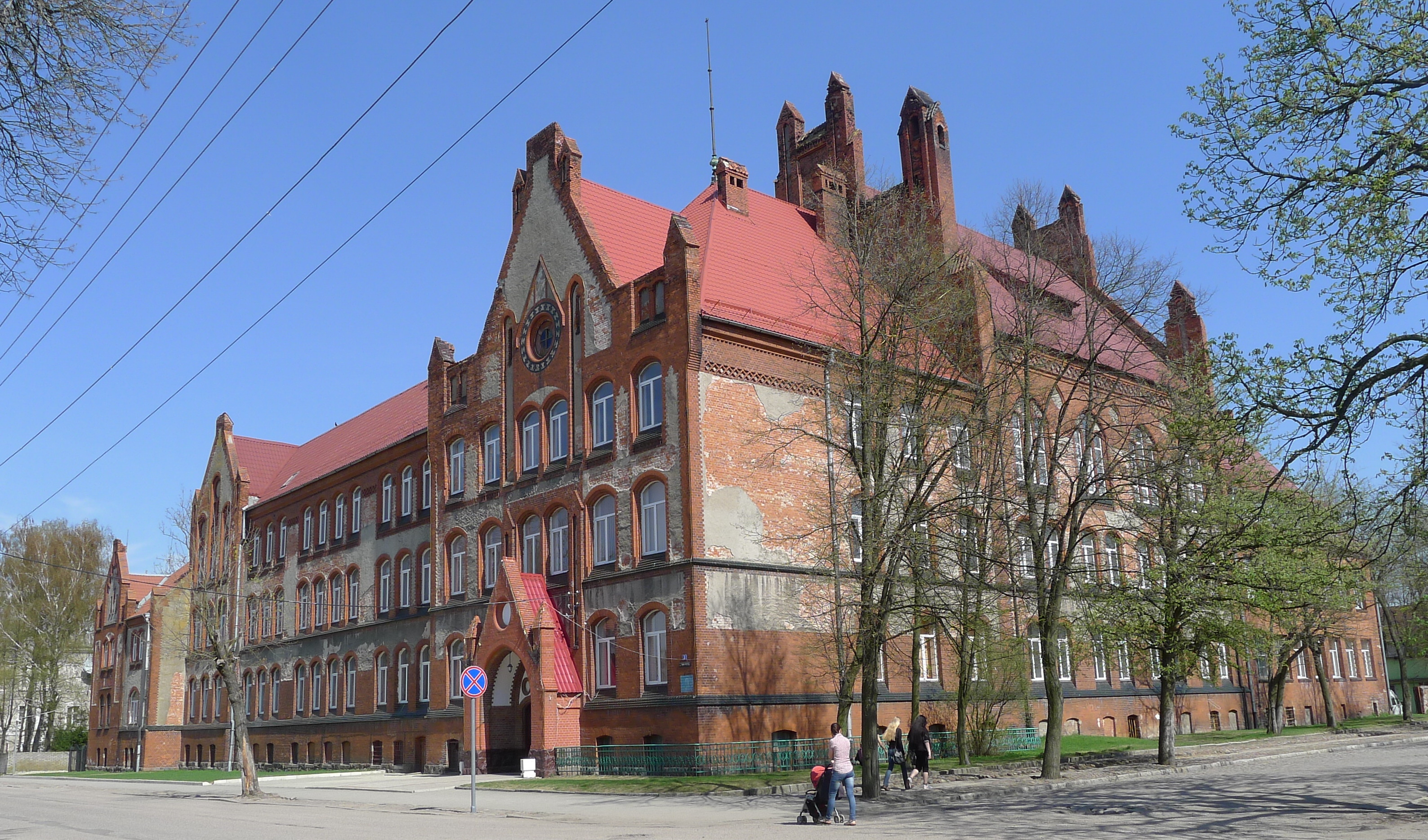
Friedrichsschule Gumbinnen (Foto von 2012).

Die Friedrichsschule Gumbinnen war ein Gymnasium und eine Realschule in Gumbinnen, Ostpreußen. Sie war die östlichste höhere Schule Preußens und Deutschlands. 

## Geschichte
Die Friedrichsschule ging aus der ersten Schule Gumbinnens hervor, die von 1570 bis 1580 mit der Altstädtisch-lutherischen Kirche gebaut worden war. Das neue Gebäude von 1729 wurde schon nach zwei Jahren erweitert. Als Grundschule bot sie nur in der Prima Lateinunterricht an. Kantor und Rektor, zugleich Beamte der Kirche, wohnten im Hause. Das Rektoramt versah von 1740 bis 1769 der Prediger der Salzburger Kirche.
Johann Friedrich von Domhardt nahm das städtische Schulwesen 1760 in seine Hand und sorgte für wesentliche Verbesserungen. Sein Schreiben an den russischen Gouverneur Nikolaus Friedrich von Korff gilt als die Stiftungsurkunde der Friedrichsschule. Sie wurde 1763 zur Lateinschule umgestaltet und erhielt ein neues Schulgebäude, das am 24. Mai 1764 dem Lehrerkollegium übergeben wurde. Sie benannte sich nach König Friedrich II. und trug die Inschrift F.R. (für Fridericus Rex) auf dem Frontispiz. Bau und Einrichtungen der Schule galten als vorbildlich. Die vier Klassen Quarta, Tertia, Sekunda und Prima umfassten jeweils zwei Jahrgänge, die Prima drei, so dass die Anstalt in neun Jahren durchlaufen wurde. Die Prima war die Klasse des Rektors, die Sekunda die des Konrektors, die Tertia hatte einen Subrektor, die Quarta einen Kantor. 1809 wurde die Lateinschule in eine königliche Provinzialschule und am 3. August 1813 in ein Gymnasium umgewandelt. Bald zu klein geworden, wurde das alte Gymnasium mit dem dazugehörigen Grundstück verkauft und durch einen Neubau ersetzt, der am 3. Juli 1903 eingeweiht wurde. 1909 erreichte die Anstalt mit 594 Schülern den höchsten Stand. Viele Abiturienten wurden Mitglieder der Königsberger Corps Littuania und Masovia.
Einen berühmten Schmuck erhielt die Aula 1912/13 durch das 15 × 8 m große Fresko von Otto Heichert, das die Beziehungen Friedrich Wilhelms I. zu den Salzburger Exulanten darstellte. 1938/39 wurde die Friedrichsschule durch einen Anbau vergrößert. 1958 übernahm das Ratsgymnasium Bielefeld eine Patenschaft für die Schule.

### Realschule
Die städtische Realschule von 1865 war seit 1883 ein vollberechtigtes Realprogymnasium. Am 1. April 1893 begann die sechsjährige Umwandlung in eine lateinlose Realschule. Die Schülerzahl stieg von 190 im Jahre 1865 bis auf etwa 300 bis 1904, als sie am 1. April in das neue Gebäude des Gymnasiums einzog. Die zur Hälfte auswärtigen Schüler kamen nicht nur aus Gumbinnen und den benachbarten Kreisen, sondern auch aus dem angrenzenden Zarentum Russland, aus St. Petersburg aus Białystok. Die Russifizierungsbestrebungen in den Ostseegouvernements veranlassten viele Eltern, ihre Kinder auf ostpreußische Schulen zu schicken. Zwischen 1924 und 1927 wurde die Realschule zur Oberrealschule ausgebaut, die bis 1932 auch von Mädchen besucht wurde.

### Lehrer
- Reinhold Clemens († 9. Juli 1821), zuvor Lehrer an der Provinzialschule in Tilsit[2][3]
- Julius Arnoldt (1816–1892), Philologe, Direktor (1861–1883)
- Otto Barkowski (1890–1945), Landeshistoriker
- Julius Bergenroth (1817–1896), Altphilologe, Landtagsabgeordneter
- Arthur Czwalina (1884–1964), Mathematikhistoriker
- Hans Koch (* 1861–1945), Altphilologe
- Otto Maaß (1866–1943), Philologe
- Bernhard Thiersch (1793–1855), Dichter des Preußenlieds
- Emil Zimmermann (1850–1915), Altphilologe, Lateinlehrer

### Schüler
- Emil Arnoldt, Kantianer
- Julius Arnoldt, Philologe
- Fritz von Bramann, Chirurg
- Wernher von Braun, Raketenkonstrukteur
- Gustav Dodillet, Mitglied des Reichstags
- Gerhard Friedrich, Theologe
- Ferdinand Gregorovius, Ehrenbürger von Rom
- Robert Grundmann, Jurist und Politiker
- Wilhelm Habrucker, Pfarrer in Memel
- Georg Heinrici, Theologe
- Wilhelm Jordan, Schriftsteller
- Adolph Friedrich Kleinert, evangelischer Theologe und Hochschullehrer
- Herbert Neumann, Landrat
- Hans Pfundtner, Staatssekretär im Reichsinnenministerium
- Eugen Radtke, preußischer Offizier[4]
- Fritz Schaudinn, Entdecker des Syphilis-Erregers
- Heinrich von Schirmeister, Abgeordneter der Paulskirche

## Weitere Entwicklung
Nach dem Zweiten Weltkrieg hatte die Landwirtschaftakademie Gussew ihren Sitz im Gebäude der Friedrichsschule.
Architekturstudenten der Fachhochschule Buxtehude betrieben die Erneuerung des wichtigen Bauwerks. Das überstrichene Heichert-Fresko wurde restauriert und am 30. Mai 2008 der Öffentlichkeit vorgestellt.